# Герб Андрієвичів
Герб Андріє́вичів — офіційний символ села Андрієвичі Ємільчинського району Житомирської області), затверджений 22 червня 2009 р. рішенням № 22 XXVIII сесії Андрієвицької сільської ради V скликання.

## Опис
Щит розтятий і перетятий срібним хрестом. На першому зеленому полі медова сота з бджолою. На другому червоному полі золотий сигль «А». На третьому золотому полі три лазурові квітки льону, дві й одна. На четвертому лазуровому полі золотий сніп. Щит обрамований золотим декоративним картушем і увінчаний золотою сільською короною.

## Значення символів
Вертикальна стрічка хреста символізує річку Уборть, яка поділяє село на дві рівні частини. Горизонтальна стрічка символізує центральну волосну дорогу, що в давнину пролягала зі сходу на захід через село. Вважається, що назва річки Уборть пішла від слова «борти», тобто бджолині вулики. Бджола символізує невтомну працю мешканців села. Заняття бджолярством полюбляють багато місцевих жителів з давніх часів по сьогодення. Червоне поле (колір козацтва, гербів Волині й сучасної Житомирщини) символізує, за легендою, першого жителя — козака Андрія Лупана, іменем якого й назване село. Льонарські досягнення трудівників уславили село далеко за межами України.
Автор — П. В. Скиба.